# Ferrovia Pechino-Canton-Shenzhen-Hong Kong

La linea Pechino-Hong-Kong

La ferrovia Pechino–Canton–Shenzhen–Hong Kong o ferrovia Jingguangshengang dal suo nome cinese (cinese semplificato: 京广深港高速铁路; Cinese tradizionale: 京廣深港高速鐵路) è una ferrovia ad alta velocità cinese per servizio passeggeri lunga 2230 km che collega Pechino ad Hong Kong.
La costruzione dell'opera cominciò nel 2005, la sezione Wuhan–Canton aprì nel dicembre 2009, Canton–Shenzen nel dicembre 2011 e Pechino–Zhengzhou nel dicembre 2012.
Shenzhen–Hong Kong è stata aperta nel 2015.
La tratta è la più lunga linea ad alta velocità del mondo.